# Jofré I d'Acaia
Jofré I d'Acaia, també anomenat Jofré de Villehardouin, (en francès: Geoffroi de Villehardouin) fou el segon príncep d'Acaia del 1209 al 1228. Va participar amb Guillem de Champlitte en la conquesta de la Morea i el va succeir a la seva mort, aprofitant l'absència d'Hug de Champlitte, sembla que provocada. Cal no confondre'l amb el seu oncle, del mateix nom, i també cavaller croat, Jofré de Villehaourduin.

## Llinatge
Jofré de Villehardouin era originari del castell de Villehardouin, un feu situat a la Xampanya, un comtat del Regne de França, i ostentava el càrrec de mariscal de la Xampanya. Era fill de Celine de Briel i de Jean de Villehardouin, iniciador de la dinastia Villehardouin d'Acaia i nebot de Godofreu I de Villehardouin, continuador de la dinastia Villehardouin de la Xampanya. Aquest darrer també fou un destacat cavaller de la Quarta Croada i escrigué la Crònica de la quarta croada i la conquesta de Constantinoble, on es refereix al seu nebot Jofré I d'Acaia com a Geoffroi el nebot.

## La quarta croada i la conquesta de Morea
Quan el gruix de l'exèrcit croat canvià els plans de la croada per atacar Constantinoble, Jofré de Villehaurdouin abandonà aquest grup de croats i anà cap a Terra Santa. Quan li van arribar notícies que la conquesta de Constantinoble era una realitat, va decidir tornar però el mal temps li va fer endarrerir la sortida en vaixell.Jofré desembarcà a Modon, un port de la Morea i allà va passar l'hivern del 1204 al 1205.
Després va anar a veure Bonifaci I de Montferrat, que ara era rei de Tessalònica i amb Guillem de Champlitte i els va proposar continuar la conquesta fins a dominar tot el Peloponès (anomenat Morea durant l'edat mitjana). Bonifaci va decidir que donaria en feu a Guillem el Peloponès. Al començament van anar avançant sense trobar gaire resistència, només a Arcàdia i Lacònia van trobar oposició, principalment pels caps de la família grega Camaretos, que s'havien aliat amb la tribu eslava dels Melingoi; un altre que es va unir a la resistència va ser Miquel Ducas. Conjuntament amb Guillem, Jofré conquerí gran part de la península i van derrotar el romà d'Orient Miquel I Comnè Ducas a la batalla del camp d'oliveres a Koundros. Guillem, ara titulat príncep d'Aaia el recompensà amb els feus de Coró i Calamata.

## Príncep d'Acaia
A finals del 1208 Guillem I d'Acaia va marxar a França per assumir una herència i va nomenar per succeir-lo al seu nebot Hug de Champlitte, però mentre arribava Hug va confiar el govern del Principat d'Acaia a Jofré. El 1209 va arribar la notícia que Guillem havia mort i Jofré prengué el seu lloc malgrat les aspiracions d'Hug, de manera que fou reconegut com a Jofré I d'Acaia.
Segons va narrar l'oncle Godofreu a les seves memòries, Jofré va fer tot el possible per endarrerir la trobada amb Hug.Pel maig del 1209, Jofré va assistir a la reunió de corts que va convocar el nou emperador llatí, Enric I. En aquesta reunió a Ravennika Jofré va jurar fidelitat a l'emperador i aquest el va confirmar com a príncep d'Acaia i a més el va nomenar senescal de l'imperi.Jofré va convocar una reunió dels barons del principat i els va comunicar que, en no haver-se presentat Hug, se li havia concedit amb caràcter hereditari el títol de príncep d'Acaia.
La República de Venècia, que havia finançat la quarta croada, va reclamar que es respectés l'acord de repartiment del territori segons el qual els líders croats havien acceptat donar als venecians la Morea. Al juny del 1209 Jofré es va trobar amb els venecians a l'illa de la Sapientza, on es va reconèixer vassall de Venècia, amb relació a totes les terres entre Corint i Navarino. També els va reconèixer el dret a comerciar lliurement en tot el Principat d'Acaia.
Amb el suport d'Odó I de la Roche, duc d'Atenes, es va dedicar a expandir el territori. El 1212 infeudà la senyoria d'Argos i Nàuplia a Odó, en premi a l'ajut que li proporcionà quan s'enfrontà a Lleó Esgur, que resistia a Argos i Nafplion, campanya amb la qual finalitzà la conquesta de Morea. Odó també li va donar suport en la defensa contra els atacs de Teodor de l'Epir.

### Conflictes amb l'Església
Durant la conquesta, moltes propietats eclesiàstiques van ser secularitzades i, malgrat les protestes del clergat no les van retornar. A la Crònica de la Morea es diu que quan les esglésies es van negar a donar el seu suport als militars, Jofré els va expropiar béns i els va dedicar a la construcció del poderós castell de Clermont. Jofré va ser acusat de tractar els sacerdots grecs com a serfs perquè els prelats havien començat a nomenar sacerdots a molts camperols per tal que no haguessin de pagar les pesades taxes que els havien imposat.
El patriarca de Constantinoble, Gervasi, va promulgar un decret d'excomunió contra Jofré I d'Acaia. Jofré va protestar al papa i l'11 de febrer el papa Honori III va donar ordre al patriarca de retractar-se, però Gervasi va insistir en l'excomunió. Aquest acte va ser qualificat pel papa d'usurpació de les competències de la Santa Seu ]i va enviar com a llegat al cardenal Giovanni Colonna, que va arribar al Peloponès el 1218. El cardenal va estar d'acord amb l'excomunió, justificada per la retenció del príncep de diverses abadies, esglésies i altres béns eclesiàstics. El papa, sota pressió dels clergues locals, va confirmar l'excomunió el 21 de gener del 1219.
El conflicte es va allargar uns cinc anys, fins que el 1223 Jofré va decidir negociar i va enviar un cavaller que el representés a Roma. Finalment el 4 de setembre el papa va signar l'acord, segons el qual Jofré tornava les terres però se'n quedava els tresors i mobiliari de les esglésies com a garantia que l'Església pagaria anualment una taxa, a més es va limitar el nombre de sacerdots que es podrien nomenar al principat.

## Títols i successió
Jofré I d'Acaia morí el 1228 i fou succeït pel seu fill Jofré II d'Acaia.
| Jofré I d'Acaia Mort: 1228      |                                                          |                                      |
| Títols                          |                                                          |                                      |
| Precedit per: Guillem I d'Acaia | Príncep d'Acaia (Llista de prínceps d'Acaia) (1209-1228) | Succeït per: Jofré II d'Acaia (fill) |